# 우지이에 히데유키
우지이에 히데유키(일본어: 氏家 英行, 1979년 2월 23일 ~ )는 일본의 전 축구 선수이다.

## 구단 경력
과거 요코하마 플뤼겔스, 오미야 아르디자, 더스파 구사쓰에서 활동하였다.

## 국가대표팀 경력
그는 1999년 FIFA 세계 청소년 축구 선수권 대회에 참가할 일본 U-20 국가대표팀에 발탁되었으며, 1경기에 출전, 준우승.